# Hiawatha (stripfiguur)
Hiawatha is een stripfiguur uit de tekenstudio van Walt Disney. Hij is een jong indiaantje.

## Oorsprong
Hiawatha is vernoemd naar de legendarische Indiaanse leider Hiawatha.

## Film
Hij verscheen voor het eerst in de korte Silly Symphonies-animatiefilm Little Hiawatha, uitgebracht op 15 mei 1937. Dit filmpje was zelf gebaseerd op het gedicht The Song of Hiawatha uit 1855 van de schrijver Henry Wadsworth Longfellow.
Omstreeks 1940 had Walt Disney plannen om ook een lange animatiefilm te maken waarin Hiawatha de hoofdrol zou hebben, maar deze film is er uiteindelijk nooit gekomen. Wel werd uit de plannen voor de film later inspiratie gehaald voor de film Pocahontas uit 1995.

## Strips
Veel van de Hiawatha-strips zijn gemaakt door Roger Armstrong (1917-2007).
De eerste Hiawatha-strip verscheen in het Zweedse blad Musse Pig-Tidningen. Vanaf november 1940 verscheen er in de Verenigde Staten een wekelijkse Hiawatha-pagina in de zondagskrant. Vanaf nr. 9 van 1954 verschenen de naar het Nederlands vertaalde Hiawatha-strips met regelmaat in het weekblad Donald Duck, dat toen pas bestond. Tegenwoordig is deze strip uit het weekblad verdwenen, samen met enkele andere.

## Verhaallijnen
Hiawatha is een van de Rondbuiken, een fictieve indianenstam waarvan zijn vader stamhoofd is. De naam van deze stam lijkt een vertaling van Gros Ventre. 
Hij is in de verhalen een jaar of zeven. Zijn zusje (in het Nederlands Zilverlang genaamd) is ongeveer even oud als hij. Ook Hiawatha's moeder is in een deel van verhalen te zien.
Hiawatha vindt van zichzelf dat hij al een grote en stoere krijger is en wil dus ook altijd met de volwassen mannen van de stam mee op jacht. Soms probeert hij zelf op jacht te gaan, waardoor hij veelal in de problemen komt.
Het personage is in de loop van de jaren op sommige punten veranderd. In de Donald Duck praatte hij een aantal jaar nog geen zuiver Nederlands, maar het soort taal dat men wel met indianen associeerde (bijv. mij als onderwerp van de zin, hele werkwoordsvormen in plaats van de juiste persoonsvorm, enz.). Dit deed hij voor het laatst in Donald Duck nr.11 van 1982. Vanaf nummer 20 van datzelfde jaar ging Hiawatha foutloos Nederlands spreken.

## Naam in andere talen
Hiawatha heet in veel talen hetzelfde. In de volgende talen heeft hij een andere naam:
- Bulgaars: Хаяуата
- Duits: Klein-Adlerauge
- Italiaans: Penna Bianca
- Portugees: Pequeno Havita
- IJslands: Híavata